# I Want You (cântec de Janet Jackson)
„I Want You” este un cântec al interpretei americane Janet Jackson. Piesa a fost compusă de Jimmy Jam și Terry Lewis și Jackson, fiind inclusă pe cel de-al optulea material discografic de studio al artistei, Damita Jo. „I Want You” a fost lansat doar în S.U.A., unde a ocupat locul 57 și în Australia, Belgia și Regatul Unit (sub forma de single dublu alături de „All Nite (Don't Stop)”).

## Clasamente
| Clasament                       | Poziția maximă | Referință |
| ------------------------------- | -------------- | --------- |
| Australian Singles Chart        | 24             | [ 2 ]     |
| Belgian Singles Chart (Flandra) | 21             | [ 2 ]     |
| UK Singles Chart                | 19             | [ 2 ]     |
| U.S. Billboard Hot 100          | 57             | [ 3 ]     |